# Une réserve pour les félins
Une réserve pour les félins (titre original : Big Cat Diary) est une série documentaire produite par BBC Natural History Unit et diffusée de 1996 à 2008 sur BBC One. En France, la série est diffusée à partir de 2005 sur France 3, puis à partir de 2007 sur France 5.

## Synopsis
Trois zoologues, Jonathan Scott, Simon King et Saba Douglas-Hamilton, suivent quotidiennement trois familles de grands félins, lions, guépards et léopards dans la réserve du Masai Mara au Kenya, pour observer leurs parcours et leurs comportements dans cette nature sauvage.

## Fiche technique
- Auteur : Nigel Pope
- Réalisateur : Colin Jackson et Nigel Pope
- Sociétés de production : BBC Natural History Unit
- Adaptation française : Nice Fellow